# 프라하 필하모니아
프라하 필하모니아(영어: Prague Philharmonia, 체코어: Pražská komorní filharmonie)는 체코의 관현악단이다. 1989년 벨벳 혁명 이후 체코 문화부와 프라하 시 당국 등은 클래식의 자존심을 찾기 위해 빈 필하모닉을 견줄만한 오케스트라로 프라하 필하모니아를 선정하였다. 1994년 체코 문화부, 프라하 시 등 정부의 적극적인 지지로 설립이 된 이후 벨라훌라베크(Jiri Belohlavek )를 중심으로 짧은 기간 동안 유럽에서 가장 인기 있는 오케스트라로 성장하였다.
루치아노 파파로티가 생전 가장 사랑한 오케스트라로 현재 많은 성악가들이 가장 함께하고 싶어하는 오케스트라 1위로 꼽히고 있다. 롤란도 비야손, 호세 쿠라, 플라시도 도밍고, 호세 까레라스, 안젤라 게오르기우, 안드레아 보첼리, 사라 장 등 프라하 필하모니아의 선율에 찬사를 보내고 있다.
공연 기획사 '실버트레인'의 기획 아래, 아시아에서는 최초로 2011년 10월 22,23 양일 간 서울 예술의 전당에서 초연을 가졌다.